# Downey (Idaho)
Pour les articles homonymes, voir Downey (homonymie).
Downey est une ville américaine située dans le comté de Bannock en Idaho.

## Démographie
| 1920 | 1930 | 1940 | 1950 | 1960 | 1970 |
| ---- | ---- | ---- | ---- | ---- | ---- |
| 522  | 553  | 673  | 748  | 726  | 586  |

| 1980 | 1990 | 2000 | 2010 | - | - |
| ---- | ---- | ---- | ---- | - | - |
| 645  | 626  | 613  | 625  | - | - |

Selon le recensement de 2010, Downey compte 625 habitants. La municipalité s'étend sur 0,99 mille carré (2,56 km2).